# Лазар Мурмански
Лазар Мурмански је руски православни светитељ у лику преподобног из 13. века, оснивач Муромског Успенског манастира.
Рођен је 1286. године у Цариграду, где се као млад замонашио. Послат је од свог епископа у Новгород да опише новгородске светиње. И након завршетка послушања, остао је да живи у Новгороду. Проповедао је Јеванђеље у Оњегу к Лопарима. И поред невоља и мука које је претрпео од житеља тога краја, успео је да многе крсти и уведе у хришћанство.
Подигао је цркву у име Успенија Божије Матере на острву Мурман.
Доживео дубоку старост, и умро 1391. године. Његове свете мошти почивају у цркви овог манастира.
Православна црква помиње светог Лазара 8. марта по јулијанском календару.